# Varesrahu
Varesrahu est une île d'Estonie en Väinameri

## Géographie
Elle est située au Nord de Vareslaid et au Sud de Hanikatsi. Elle n'a aucun végétation. 